# Novikovův roztok

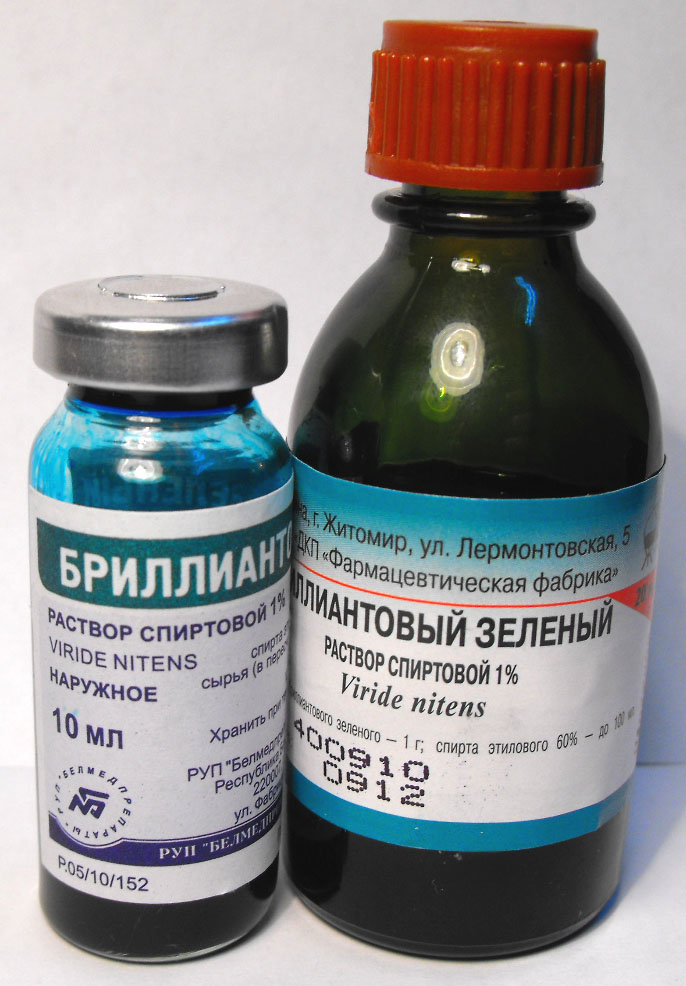
Ruská „зелёнка“

Novikovův roztok (obvykle označovaný latinsky Solutio Novikov či Solutio Viridis nitentis spirituosa) je roztok elastického kolodia a brilantové zeleně (lat. viride nitens; viride brillans) ve směsi ethanolu s etherem (někdy se navíc přidává tanin a ricinový olej). Používá se jako tekutý obvaz s antiseptickými účinky pro ošetření drobných poranění a zejména v lékařství po chirurgickém sešití ran. V Rusku je roztok nazýván "zelenka" (зелёнка). Recepturu navrhl Nikolaj Vasiljevič Novikov (1921–1988), traumatolog a ortoped působící v Doněcku. Jedna ze složek, briliantová zeleň, je označována za potenciálně karcinogenní a může způsobit řadu vedlejších účinků.